# Астудильо, Рамон
Бенхамин Рамо́н Астудильо (исп. Benjamín Ramón Astudillo; неизвестно, провинция Санта-Фе — неизвестно) — аргентинский футболист, защитник.

## Карьера
Рамон Астудильо играл за клуб «Колон», с которым выиграл два чемпионата Санта-Фе в 1930 и в 1937 годах.
В составе Аргентины Гриппа дебютировал 19 марта 1934 года в матче с «Архентино Пеньяроль» (3:3). Всего за сборную провёл 2 игры. Он поехал в составе национальной команды на чемпионат мира, но на поле не выходил. Причиной этого стала травма, полученная на тренировке.

## Международная статистика
| Матчи Рамона Астудильо за сборную Аргентины | Матчи Рамона Астудильо за сборную Аргентины | Матчи Рамона Астудильо за сборную Аргентины | Матчи Рамона Астудильо за сборную Аргентины | Матчи Рамона Астудильо за сборную Аргентины | Матчи Рамона Астудильо за сборную Аргентины | Матчи Рамона Астудильо за сборную Аргентины |
| ------------------------------------------- | ------------------------------------------- | ------------------------------------------- | ------------------------------------------- | ------------------------------------------- | ------------------------------------------- | ------------------------------------------- |
| №                                           | Дата                                        | Место проведения                            | Оппонент                                    | Счёт                                        | Голы                                        | Турнир                                      |
| 1                                           | 19 марта 1934                               | Кордова                                     | Архентино Пеньяроль                         | 3:3                                         | —                                           | Товарищеский матч                           |
| 2                                           | 30 марта 1934                               | Буэнос-Айрес                                | Ривер Плейт                                 | 4:1                                         | —                                           | Товарищеский матч                           |